# Biblioteca Nacional de Portugal
La Biblioteca Nacional de Portugal és una biblioteca localitzada a Lisboa, Portugal, que reuneix una àmplia col·lecció de documents i publicacions portuguesos. Va ser creada el 29 de febrer de 1796, amb el nom de Real Biblioteca Pública dona Cort, amb l'objectiu de posar tots els fons de la Biblioteca Real a la disposició de tots els usuaris tan ràpidament com fos possible, a diferència de la tendència europea de l'època, que consistia a restringir la consulta dels documents tan sols a un públic selecte d'erudits. L'edifici actual va ser inaugurat en 1969, i és obra de Porfírio Pardal Monteiro.
La Biblioteca Nacional de Portugal té, també, la missió de reunir totes les obres publicades al territori portuguès, mitjançant la política de dipòsit legal, a més d'adquirir obres considerades especialment importants pel seu valor bibliogràfic o cultural.
Actualment, la Biblioteca Nacional està adaptant els seus fons a les noves tecnologies, amb l'objectiu d'oferir més facilitat d'accés als documents a través d'Internet. De fet, aquesta biblioteca es troba entre les entitats fundadores de The European Library.

## Col·lecció

### Publicacions periòdiques
La Biblioteca Nacional de Portugal acull, a més del seu catàleg de llibres, més de 50.000 títols de periòdics i altres publicacions periòdiques, dels quals 12.000 són títols portuguesos actuals i 240 són estrangers també en publicació actualment. Encara que la majoria d'aquests títols pertanyen als segles xix, xx i XXI, també es conserven revistes i periòdics del segle xvii i xviii com la Gazeta dona Restauração (1640), primer periòdic portuguès; o la Gazeta de Lisboa (1715). El Açoriano Oriental (1835) i la Revista Militar (1848) són els títols més antics encara en curs. Entre la premsa estrangera conservada a la Biblioteca destaca la produïda al Brasil i a l'Àfrica (per exemple, a Macau o a Goa).
La Biblioteca Nacional de Portugal està en aquests moments en procés de microfilmació d'un gran nombre de publicacions periòdiques, especialment les que provenen dels segles XIX i XX, entre les quals es troben O Português o el Mercúrio Polític, la Revolução de Setembro, la Ilustração Portuguesa, el Diário de Notícias, O Século i O Expresso.

### Manuscrits
L'Àrea de Manuscrits existeix, amb aquesta designació, des de 1980, integrada en la Divisão de Serviços de Reservats, encara que una secció similar existia ja des de la fundació mateixa de la Biblioteca. Aquesta Àrea reuneix actualment sis col·leccions de manuscrits, fins a aconseguir un nombre total de prop de 15.066 còdexs i prop de 36.000 manuscrits solts que abasten des del segle xii fins al XX.

### Col·leccions patrimonials i Arxiu
L'àrea de l'Arxiu Històric reuneix fons i col·leccions constituïdes per documents d'arxiu de diferents procedències, entre el segle xi i el XX. Predominen els arxius personals i de família, encara que també es conserven fons de l'administració central i local, judicials, notarials, eclesiàstics, etc. Aquests fons han estat reunits, en gran part, a conseqüència de la dissolució dels ordes religiosos a Portugal en 1834, i de les quals van seguir la implantació de la República, així com de compres i donacions.